# Преображение Господне (София)
„Преображение Господне“ е енорийска църква на Софийската епархия на Българската православна църква в квартал Лозенец на българската столица София. Църквата се намира на ул. „Ралица“ № 2 при Перловската река недалеч от НДК.

## История
Издигнат е в 1928 година като трикорабен храм с трансепт при входа и камбанария. Храмът е унищожен от Англо-американските бомбардировки над София на 10 януари 1944 година.
През 1945 година за възстановяването на храма съдейства екзарх Стефан І. Възстановен е през лятото и есента на 1945 година като новопостроеният храм е по-дълъг и по-висок от стария. Частично изографисан е с дарения. В поставената за възстановяването плоча, се чете, че ктитори на възстановения след бомбардировката храм са свещеник Георги Стефанов и настоятелите. Архитект е Тодор Азманов, а Павел Тодоров е майстор-строител. Първоначално храмът е с един Свети престол, днес е с два. В централния Престол е вложена частица от мощите на Свети Йоан Кръстител. Влагането на светите мощи и освещаването на храма става на 25 юни 1955 година от патриарх Кирил Български. Северният престол, останал от стария храм, е осветен в чест на Светия Кръст Господен – 14 септември, същата година. В него са вложени мощи на Свети мъченик Трифон. На 8 септември 1957 година руската общност от Лозенец издейства да се донесе от град Киев частица от светите мощи на Света великомъченица Варвара и тогава е устроен параклис на светицата, който при строежа на новата камбанария е разширен и обособен като отделна капела.
Празничният ден на храма е 6 август, Преображение. По традиция литургията на този ден се отслужва от патриарха и софийски митрополит. Честват се тържествено и дните на Света Варвара, Свети Трифон и Свети Йоан Кръстител. В обширния двор на храма е направена градина за родителите с детска площадка за малките.
Четири от иконостасните икони – тези на Иисус Христос, Света Богородица, храмовата икона Преображение Господне и иконата на Свети Йоан Кръстител, както и 52 малки икони са дело на Господин Желязков. Шест големи, сред които тези на Свети Георги и Свети Димитър, и шест малки икони са дело на дебърския майстор Христо Апостолов, който реставрира и оцелелите от бомбардировката икони. Иконите на Свети Николай и Свети Мина са рисувани от Георги Черкезов през 1928 година.
- Икони от параклиса „Света Варвара“
- Архангел Гавриил
- Архангел Михаил
- Йоан Кръстител
- Свети Николай
- Св. св. Петър и Павел